# SIPRNet

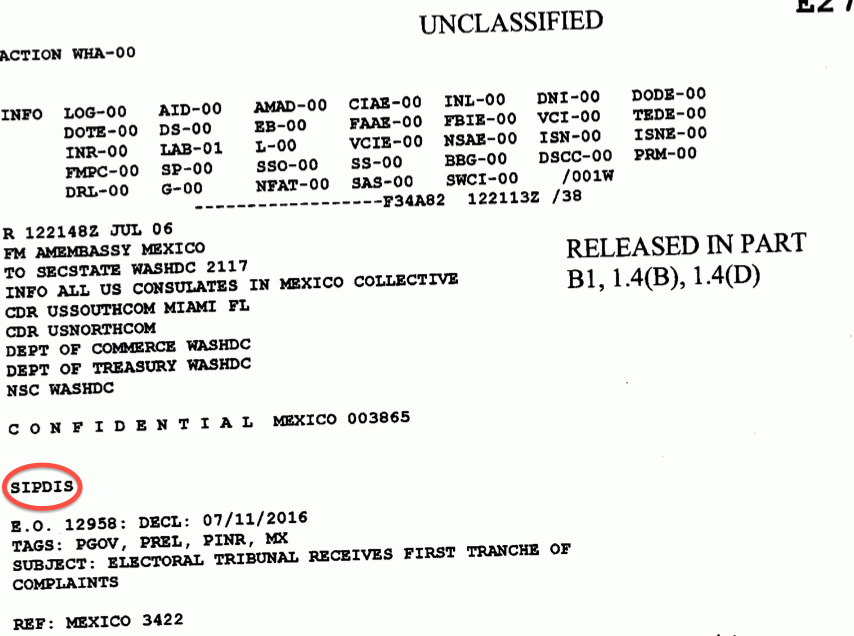
米国務省の非機密扱いの電文のヘッダ部。"SIPDIS" というタグを赤で囲っている。

SIPRNet (Secret Internet Protocol Router Network) は、「アメリカ国防総省と国務省が使用するコンピュータネットワーク群を相互接続したシステムであり、TCP/IPプロトコルを使ったパケット交換および「完全にセキュアな (completely secure)」環境で機密扱いの情報（SECRETに分類される情報まで）を転送する」
ハイパーテキスト型の文書アクセスや電子メールといったサービスも提供している。つまり、SIPRNet は一般のインターネットの国防総省の機密版に相当する。
SIPRNetは Defense Information Systems Network の機密部分である。

## アクセス

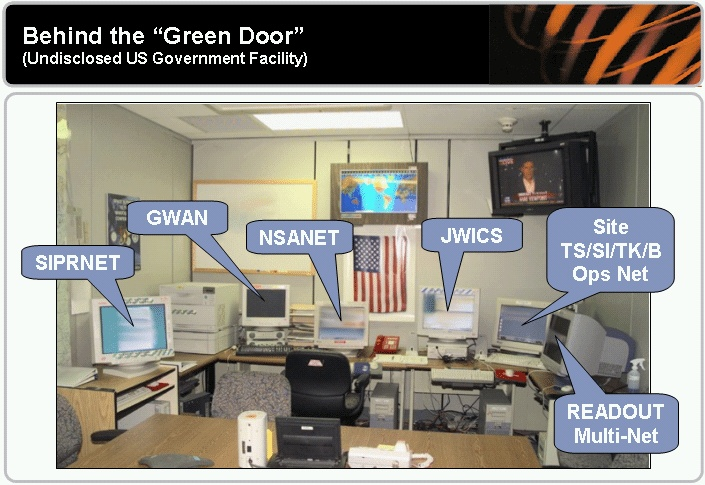
SIPRNET、GWAN、NSANET、JWICSへのアクセスをする端末を備えたセキュアな通信センター

米国務省の Web Development Handbook によれば、ドメイン階層やドメイン名の付け方は基本的に通常のインターネットと同じだが、セカンドレベルドメインが追加されていて、例えば state と gov の間に "sgov" を追加して openforum.state.sgov.gov などとする。SIPRNetが発信元のファイルにはヘッダタグとして "SIPDIS" (SIPrnet DIStribution) を明記する。国防総省の利用者向けの同様のセカンドレベルドメインとして smil.mil がある。
ペンタゴンによれば、SIPRNetには約50万人のユーザーがいる。「オーストラリア、カナダ、イギリス、ニュージーランドといった一部の信頼できる同盟国」からのアクセスも可能である。
ウィキリークスでの「イラク戦争の民間人殺傷動画公開事件」で使われた動画をリークしたと言われているチェルシー・マニングは、SIPRNetにもアクセスしていた。また同じく2010年11月のアメリカ外交公電ウィキリークス流出事件もマニングがSIPRNetから情報を入手したものとされている。